# Kosmos 2454
Kosmos 2454, ruski vojni navigacijski i komunikacijski satelit iz programa Kosmos. Vrste je Parus (br. 206).
Lansiran je 21. srpnja 2009. godine u 3:57 s kozmodroma Pljesecka. Lansiran je u nisku orbitu oko planeta Zemlje raketom nosačem Kosmos-3M 11K65M. Orbita mu je 917 km u perigeju i 943 km u apogeju. Orbitne inklinacije je 82,96°. Spacetrackov kataloški broj je 35635. COSPARova oznaka je 2009-039-A. Zemlju obilazi u 103,62 minute. Pri lansiranju bio je mase kg. 
Zajedno s njime lansiran je mali satelit Sterh-1. 
Iz misije je ostao još jedan dio koji je ostao kružiti u niskoj orbiti. 

## Vanjske poveznice
- N2YO.com Search Satellite Database (engl.)
- Celes Trak SATCAT Format Documentation (engl.)
- Kunstman  Arhivirana inačica izvorne stranice od 12. kolovoza 2019. (Wayback Machine) Satellites in Orbit (engl.)